# Solobus

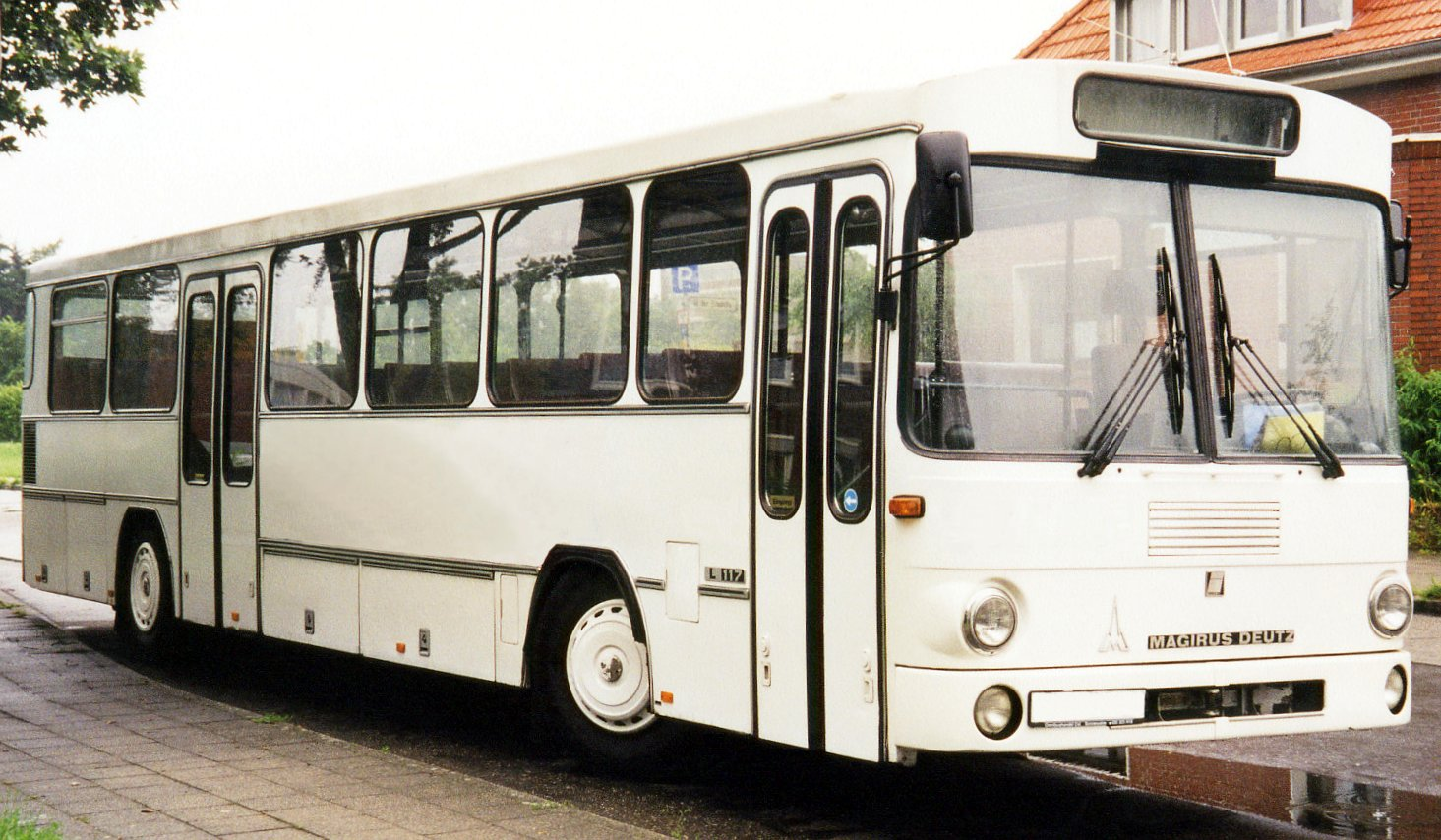
Solobus von Magirus-Deutz (Standard-Überlandlinienbus (StÜLB) L 117)

Als Solobus, Solowagen oder Normalbus werden im öffentlichen Personennahverkehr alle Omnibusse beziehungsweise Oberleitungsbusse bezeichnet, die ein einteiliges Chassis aufweisen, also keine Gelenkomnibusse respektive Gelenkoberleitungsbusse sind und außerdem ohne Busanhänger fahren. Der Term ist bei den Herstellern Daimler, MAN und Volvo geläufig, ebenso bei Anbietern des ÖPNV.
Solobusse gibt es in Niederflur-, Low-Entry- als auch in Hochflurbauweise. Die manchmal übliche Bezeichnung von Solobussen als Standardbus ist missverständlich, da mit diesem Begriff üblicherweise die für den Verband Öffentlicher Verkehrsbetriebe (VÖV) entwickelten standardisierten Bustypen bezeichnet werden.
Solobusse werden vor allem auf Linien mit niedrigem bis durchschnittlichem Fahrgastaufkommen eingesetzt, beispielsweise als Regionalbus oder als Stadtlinienbus auf normal stark frequentierten Strecken.